# Петокладенци
Петокла̀денци е село в Северна България. То се намира в община Белене, област Плевен.

## География
Отстои на 25 км южно от гр. Белене и на 49 км североизточно от гр. Плевен. Съседното село Татари е на 7 км в същата посока, а село Деков е на 16 км северно. Столицата София е на 214 км югозападно.
Разположено е в Дунавската равнина, в близост до течението на р. Осъм, а надморската му височина достига между 100 и 199 м. Климатът е умереноконтинентален и се характеризира със студена зима и горещо лято.

## История
Селото се споменава в османски регистри от 1479/80 година, като по това време е павликянско село с 10 домакинства.
През 1604 година в Петокладенци сердикийският епископ Петър Солинат извършва първото масово покръстване на български павликяни в католицизма, като след това изгражда в селото голяма каменна църква, а пет местни момчета са изпратени да се обучават в Рим.
В доклада на католическия епископ Филип Станиславов от 1659 г. се споменава, че в селото е имало 10 мюсюлмански къщи на павликяни, които били приели исляма.

## Културни и природни забележителности
- Правият камък

## Личности
- Яко Божкович – католически духовник от XVII в.
- Петър Башевич – мирски свещеник, служител в темешварската мисия на йезуитите, завършва Илирийския колеж в Лорето през 1636 г. Той е чичо на Яко Божкович.[5]
- Павел от Петокладенци – монах-францисканец, роден около 1615 година, изпратен да учи в Неапол, където през 1643 г. завършва философия и теология.[6]